# Лондонска општина Енфилд
Лондонска општина Енфилд (енгл. London Borough of Enfield) је субурбана лондонска општина у северном Лондону, Енглеској. Граничи се са општинама Барнет, Хариги, Вилтам Форест, окрузима Хертсмира, Велвин Хатфилда и Броксбурна у Хартфордширу и шумом Епинг у Есексу. Локалну власт има Веће лондонске општине Енфилд.

## Етимологија
Реч Енфилд забележена је у књизи Domesday Book 1086. године као Enefelde, и као Einefeld 1214. године, Enfeld 1293. године, Enfild 1564. године: што значи отворена земља човека који се зове Ēana', или 'где се гаје јагањци', из староенглеског feld са старим енглеским личним именом или са старим енглеским ēan 'lamb'. Реч feld би се односила на област без дрвећа у шуми, што је касније постало Енфилд Чејс.

## Историјски
Град Енфилд је био мали трговински град у округу Мидлсексу на ивици шуме на око дан путовања северно од Лондона. Како се Лондон ширио, градић Енфилд и његово окружење на крају је постајало стамбени субурбани предео, са транспортним везама ка централном Лондон.